# Niphoparmena longicornis
Niphoparmena longicornis är en skalbaggsart som först beskrevs av Stefan von Breuning 1939.  Niphoparmena longicornis ingår i släktet Niphoparmena och familjen långhorningar. Inga underarter finns listade i Catalogue of Life.